# S'Arenal
S'Arenal är en ort i Spanien.   Den ligger i regionen Balearerna, i den östra delen av landet, 600 km öster om huvudstaden Madrid. S'Arenal ligger 5 meter över havet och antalet invånare är 10 207. Den ligger på ön Mallorca.
Terrängen runt S'Arenal är lite kuperad. Havet är nära S'Arenal västerut.Runt S'Arenal är det ganska tätbefolkat, med 75 invånare per kvadratkilometer. Närmaste större samhälle är Palma de Mallorca, 11,5 km nordväst om S'Arenal. Trakten runt S'Arenal består till största delen av jordbruksmark.